# Objetivo de Desarrollo Sostenible 7
El Objetivo de Desarrollo Sostenible 7 (Objetivo 7 o ODS 7) trata sobre alianzas para los objetivos y es uno de los 17 Objetivos de Desarrollo Sostenible (ODS) establecidos por las Naciones Unidas en 2015. 
El ODS 7 es: "Garantizar el acceso a una energía asequible, segura, sostenible y moderna para todos". El Objetivo tiene metas que deben alcanzarse para 2030. El progreso hacia las metas se medirá mediante indicadores.
El principal problema que busca erradicar es la contaminación a causa de las energías fósiles y la ineficacia de los gobiernos para implementar energías limpias y renovables.
El acceso a fuentes de energía modernas y sostenibles es esencial no solo para hacer frente al cambio climático, sino también para el crecimiento económico de los países.
Es una iniciativa orientada a asegurar el acceso a productos que alimenten el proceso productivo y además que no contaminen.

## Organizaciones
Hay cinco organismos custodios del ODS 7 que, en conjunto, publicaron el Informe de progreso energético en 2012:
- Agencia Internacional de Energía
- Agencia Internacional de Energía Renovable
- División de Estadística de las Naciones Unidas
- Banco Mundial (BM)
- Organización Mundial de la Salud (OMS)